# 高田ぽる子
高田 ぽる子（たかだ ぽるこ、1999年1月26日 - ）は、日本の女性お笑い芸人。マセキ芸能社所属。東京演芸協会会員。

## 来歴
北海道野付郡別海町出身。北海道別海高等学校卒業後、札幌市の札幌放送芸術&ミュージック・ダンス専門学校（学校法人滋慶学園）に進学。容姿やトーク力にも磨きをかけるためにメイド喫茶に勤務しながら同校で勉強して舞台女優を目指していたが、学校主催のお笑いオーディションが行われると聞いて、当時自分にとってお笑いは畑違いの存在だったが試しに受けてみようということになり、印象に残るために変わった自己紹介をしようと、フリップを使った、自分の生態を織り交ぜての自己紹介を披露。そこで手を挙げた現在所属のマセキ芸能社のマネージャーから「君は芸人でもいいよ」と勧められたのを機に芸人の道へ進む。専門学校在学中には畑中しんじろうに指導を受けていた。
上京後、2019年に芸人活動を開始。最初はフリーで活動。2020年1月26日に、芸歴2年目ながら初の単独ライブ『ぽるるんぽるんぽるるるるん！』（東京・池袋GEKIPA）を開催。2020年9月にマセキ芸能社にユースとして所属が決まる。2021年3月、わずか半年で本所属に昇格。
2020年のR-1ぐらんぷりでは、同大会初出場ながら準々決勝まで進出。2021年のR-1グランプリで、芸歴2年目・大会史上最年少となる22歳で決勝進出を決めた（それまでの最年少は2018年の河邑ミクの23歳）。
右手でグーパンチとの「溶ける魔法」や岩上京香（サイハテ）との「あしたよろしく」など、ユニットコントとしての活動も行う。「あしたよろしく」は、2024年の女芸人No.1決定戦 THE Wで準決勝まで進出した。

## 人物
身長152cm、血液型A型。実家は酪農業で6人兄弟の2番目。
好物はパスタ料理。特技は習字（日本習字の資格を持つ）、リコーダー、卓球、水泳、きれいなお辞儀、きれいな卵焼き作り。リコーダーは小学4年生から始め、高校1年生の時から2年間（2015年1月9日、2016年1月8日）に札幌市で行われた『全道リコーダーコンテスト』で金賞を獲得し、全国大会出場を決めた。喫煙者。
主な芸種は、歌を歌いながらのフリップ芸。東京演芸協会の公式プロフィールでは、芸種は「うた紙芝居」と紹介されている。自分を小学生というキャラに設定し、ピアノ伴奏を用いた童謡のような曲調で、お下げ髪に化粧っ気のない出で立ちで舞台に上がるなど、幼さを演出した芸風。特徴のある声でネタを演じている他、ネタ中に特技のリコーダー芸を取り入れることも多く、ただリコーダーを吹くだけというネタもある。ネタ中の歌詞やメロディーは自分で作詞・作曲している。ネタやメロディーは頭の中にパッと思い浮かぶこともあれば、マインドマップから連想を重ねて苦し紛れに作ることもあるという。また、ネタやキャラ作りについてはNHK Eテレの子供番組も刺激になっていると話している。尊敬する芸人は野性爆弾くっきー。
R-1グランプリで披露した「おじいちゃんの乳首」ネタは、専門学校時代に仲の良かった友人と一緒におふざけで掛け合ってやっていたことがきっかけで出来たということで、それが学生時代の楽しかった思い出としてずっと頭に残っており、あの掛け合いをネタにしてみたら面白いかもとして始めたという。高田自身これをR-1でやっていいのかどうか悩んだが、先輩芸人から「ぽる子ちゃんなら下ネタ感が薄いから」と言われ、両親からも「1本目にやるのは乳首の方がいい」と後押しされたことで、乳首ネタで行くことに決めたという。
芸名はイタリア語でブタを意味する「ポルコ」に由来する。マセキユースに所属が決まった時に、舞台衣装用に真ん中にブタの絵がプリントされたオリジナルTシャツを作り、これがトレードマークとなっている。
SMA HEET Project所属の芸人・やす子（2021年『おもしろ荘』第3位）と同居していた。川本紗矢（元AKB48）は小中学校の同級生。

## 賞レース戦歴
THE W
- 2019年 2回戦進出
- 2020年 2回戦進出
- 2021年 準決勝進出
- 2022年 2回戦進出
- 2023年 2回戦進出
- 2024年 準決勝進出（「あしたよろしく」として）

R-1グランプリ
- 2020年（R-1ぐらんぷり） 準々決勝進出
- 2021年 決勝進出（第4位）
- 2022年 出場辞退
- 2023年 準々決勝進出

キングオブコント
- 2023年 準々決勝進出（「溶ける魔法」として）

## 出演

### テレビ
- その他の人に会ってみた（2020年2月4日、TBS）[34]
- R-1グランプリ2021 決勝戦（2021年3月7日、関西テレビ、フジテレビ）
- キャラダチミュージアム〜MoCA〜（2021年3月28日・5月9日、フジテレビ）- 「ゲイニン インスタレーション」コーナー
- そろそろ にちようチャップリン（2021年5月15日、テレビ東京）
- 白黒アンジャッシュ（2021年6月8日・6月15日、千葉テレビ放送） - メインゲスト[35]
- 千鳥のクセがスゴいネタGP（2021年6月24日、フジテレビ）
- 賞金奪い合いネタバトル ソウドリ〜SOUDORI〜（2021年8月9日深夜、TBS）
- 行列ゲット1000人旅（2022年4月12日、TBS） - 危険物てぃらてぃらのちなていと一緒に「行列ゲッター旅人」として出演[36]。
- よるのブランチ（ 2022年7月13日深夜、TBS）[37]
- ウワサのお客さま（2022年7月15日、フジテレビ） - 「浅草寺＆全国のお寺でウワサ 日本一のパワースポット美女」のパートで、みほとけと一緒に出演[38]。
- 軽キャンでいく！あまり知らない街マップ（2023年12月3日、テレビ東京） - ナレーション[注 1][39]

### ラジオ
- ナイツ ザ・ラジオショー（2021年3月10日、ニッポン放送）
- 高田ぽる子とやす子のオールナイトニッポンPODCAST（2022年3月、ニッポン放送） - 2022年3月度パーソナリティ[40]
- 狩野英孝のAuDee CONNECT（2022年10月、JFN） - アシスタント

### 舞台・ライブ
- 放課後気ままなお笑ライフ（2020年11月30日、しもきた空間リバティ）

## 連載
- 芸人のはなし（auヘッドライン） - 木曜日担当